# 1083 км
1083 км — населённый пункт (тип: железнодорожная казарма) в Фалёнском районе Кировской области.

## География
Находится на расстоянии примерно 3 километров по прямой на северо-запад от районного центра поселка Фалёнки, примыкая к железнодорожной линии Киров — Пермь.

## История
Населённый пункт известен с 1978 года; появился при строительстве железной дороги. В селении жили семьи тех, кто обслуживал железнодорожную инфраструктуру.
в 1989 году в нём проживало 18 человек. До 2020 года входил в Левановское сельское поселение Фалёнского района, ныне непосредственно в составе Фалёнского района.

## Население
| 2010 |
| ---- |
| 5    |

Постоянное население составляло 7 человек (русские 5, удмурты 2) в 2002 году, 5 в 2010.

## Инфраструктура
Путевое хозяйство. Действовал остановочный пункт 1083 км.

## Транспорт
Железнодорожный транспорт.